# Abancay
Abancay ist die Hauptstadt der Provinz Abancay und der Region Apurímac im südlichen Zentral-Peru. Sie hatte beim Zensus 2017 63.106 Einwohner und ist seit 1958 römisch-katholischer Bischofssitz.
Im Ballungsraum lebten 72.277 Menschen.

## Ortslage
Die Stadt befindet sich 2377 Meter über dem Meeresspiegel in den Anden am Ostufer des Río Marino in einem Seitental des Río Apurímac. Sie liegt am südlichen Fuße des schneebedeckten Gipfels Ampay, auf halbem Weg an der Straße von Nazca nach Cuzco.

## Geschichte
Abancay existierte schon in vorkolonialer Zeit und erhielt seinen Namen nach einer in der Umgebung heimischen, der weißen Lilie ähnlichen Blume, die in der Quechua-indianischen Sprache Amankay genannt wurde. Nach ihrer Ankunft in Südamerika transliterierten die Spanier dieses Wort und nannten den Ort Abancay, Villa de los Reyes (d. h. „Abancay, Stadt der Könige“). In der kolonialen Ära war Abancay ein bedeutendes Handelszentrum. 1874 wurde der Ort zur Stadt erhoben.

## Wirtschaft
In Abancay wird Zuckerrohr angebaut und verarbeitet. Ferner werden in der Stadt, die auch ein kleines Bergbauzentrum ist, Spirituosen hergestellt. In der Umgebung liegen Silber- und Kupferminen.

## Sehenswürdigkeiten
Die Stadt enthält einige historische Gebäude aus der Kolonialzeit. Des Weiteren können von Abancay aus Touren in benachbarte Naturparks unternommen werden: direkt nördlich an das Stadtgebiet grenzt das nationale Schutzgebiet Ampay, etwas weiter nördlich liegt der Regionalpark Choquequirao mit einigen Inka-Ruinen.

## Persönlichkeiten
Eine national bekannte Persönlichkeit ist die Freiheitskämpferin Micaela Bastidas, die Ehefrau des José Gabriel Condorcanqui (genannt Tupac Amaru II), die vier Kilometer nördlich der Stadt geboren wurde.

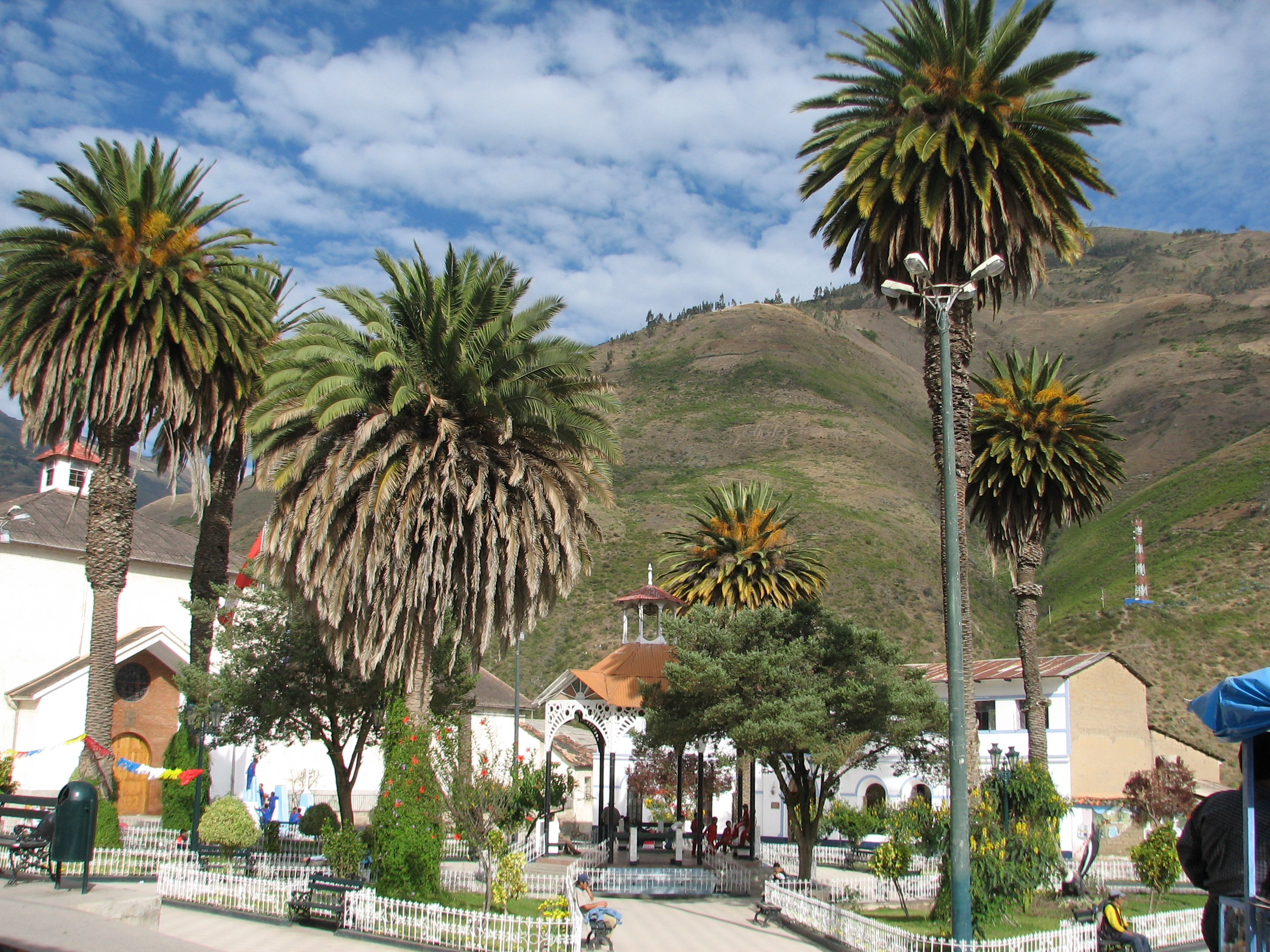
Zentraler Platz in Abancay